# 星空サイクリング
「星空サイクリング」（ほしぞらサイクリング）は、ヴァージンVSの6枚目のシングル。1982年10月25日に、Kitty Recordsからリリースされた。

## 概要
ヴァージンVSによるシングルで、アニメ『うる星やつら』（1981年版）のエンディングテーマとして使用された。5枚目のシングル「コズミック・サイクラー」が同作品の挿入歌として使用された際に好評だったことから、歌詞やアレンジの一部を変更して使用された。また、劇場アニメ『うる星やつら オンリー・ユー』の挿入歌としても使用された。メインボーカルをあがた森魚が務めている。
また、B面に収録された「ムーンライト・コースター」は、アニメ『うる星やつら』（1981年版）の挿入歌として使用された。

## 収録曲
| 全作詞・作曲・編曲: ヴァージンVS。 |                              |              |              |      |
| #                                  | タイトル                     | 作詞         | 作曲・編曲   | 時間 |
| Side: 1.                           | 「星空サイクリング」         | ヴァージンVS | ヴァージンVS | 3:30 |
| Side: 2.                           | 「ムーンライト・コースター」 | ヴァージンVS | ヴァージンVS | 3:10 |
| 合計時間:                          | 合計時間:                    | 6:40         |              |      |

## カバーした歌手
- ジ・アニメルズ（1983年） - シングル「アニメドレー 臨時増刊号」。メドレー曲「ときめきアニメ コレクション1983」の内の1曲でカバー。
- 平野文（1985年） - カバーアルバム「Fumiのラムソング」に収録。

## コズミック・サイクラー
「コズミック・サイクラー」は、「星空サイクリング」の原曲となった、ヴァージンVSの5枚目のシングル。1982年7月25日に、Kitty Recordsからリリースされた。先述の通り、同楽曲はアニメ『うる星やつら』（1981年版）の挿入歌として使用された。B面には「エッフェル塔の歓び」が収録された。
| 全作詞・作曲・編曲: ヴァージンVS。 |                            |              |              |      |
| #                                  | タイトル                   | 作詞         | 作曲・編曲   | 時間 |
| SIDE 1.                            | 「コズミック・サイクラー」 | ヴァージンVS | ヴァージンVS | 3:30 |
| SIDE 2.                            | 「エッフェル塔の歓び」     | ヴァージンVS | ヴァージンVS | 3:47 |
| 合計時間:                          | 合計時間:                  | 7:17         |              |      |